# PopArt: Pet Shop Boys - The Hits
PopArt: Pet Shop Boys - The Hits è la quarta raccolta del gruppo musicale britannico Pet Shop Boys, pubblicata il 24 novembre 2003 dalla Parlophone.

## Descrizione
Si tratta della seconda antologia discografica dopo la pubblicazione di Discography, avvenuta nel 1991; contrariamente a quanto fatto con quest'ultima, i brani contenuti nei due dischi non vengono ordinati cronologicamente ma vengono divisi in due categorie dagli stessi Neil Tennant e Chris Lowe: nel primo disco vengono inclusi i brani che loro considerano come pura musica pop (il primo disco appunto si intitola Pop), mentre nel secondo disco vengono inclusi i brani che loro stessi considerarono più creativi e sperimentali (il secondo disco si intitola Art).
PopArt contiene anche due inediti: Miracles e Flamboyant, estratti come singoli rispettivamente il 17 novembre 2003 e il 29 marzo 2004. I singoli riscossero un buon successo, con Miracles che riuscì ad entrare nella Top 10 del Regno Unito e Flamboyant che entrò in classifica alla posizione numero 12.

### Edizioni speciali
Esiste una edizione speciale di PopArt che contiene 3 dischi: il disco Pop, il disco Art e il terzo disco nominato Mix, che contiene 10 remix di alcuni loro brani (remixati da altri artisti) scelti volutamente dai Pet Shop Boys in quanto classificati come i "loro preferiti". Nella edizione pubblicata in Francia il brano New York City Boy è rimpiazzato da Paris City Boy, ovvero lo stesso identico brano ma contenente il ritornello in francese.

## Giudizio della critica
Oltre a riscuotere un buon successo nelle classifiche, PopArt entusiasmò il mondo della critica: 10/10 per New Music Express e 9/10 per Release Magazine che commenta "i Pet Shop Boys sono una ossessione musicale...e ascoltare PopArt è un viaggio nella memoria...è come un negozio che offre tutto sulla carriera dei Pet Shop Boys, sia per i nuovi fan che per i devoti". Affermando che la raccolta è una perfetta rappresentazione di musica, con intelligenza e integrità che si è persa negli ultimi tempi, vengono elogiate anche le due nuove canzoni Miracles e Flamboyant ("una delle migliori mai prodotte nel corso degli anni"). Anche la prestigiosa All Music rimane entusiasta della raccolta, assegnando 4.5 stelle su 5. Il suo critico David Jeffries definisce PopArt "eccellente, ottima da ascoltare come la miglior rappresentazione della carriera del duo". Aggiunge che il risultato ottenuto dal mescolare la cronologia delle canzoni è un perfetto mix che offre solo un puro godimento.
Anche la critica statunitense è rimasta positiva su PopArt: con un giudizio di 8.1/10, Pitch Fork commenta "è sorprendentemente difficile trovare qualcuno che non nutra un certo affetto per questo duo. Nel 1991 la maniera migliore per avvicinarsi alla loro carriera era Discography ma ora PopArt è sicuramente la migliore biografia sul duo inglese".
Inoltre aggiunge "la raccolta crea un senso di infinito, incrollabile brillantezza, permette di vedere qualità che col tempo si ameranno".

## Tracce

### Pop (Disco 1)
1. Go West
2. Suburbia
3. Se a vida é (That's the Way Life Is)
4. What Have I Done to Deserve This?
5. Always on My Mind
6. I Wouldn't Normally Do This Kind of Thing
7. Home and Dry
8. Heart
9. Miracles
10. Love Comes Quickly
11. It's a Sin
12. Domino Dancing
13. Before
14. New York City Boy
15. It's Alright
16. Where the Streets Have No Name (I Can't Take My Eyes Off You)
17. A Red Letter Day

### Art (Disco 2)
1. Left to My Own Devices
2. I Don't Know What You Want but I Can't Give It Any More
3. Flamboyant
4. Being Boring
5. Can You Forgive Her?
6. West End Girls
7. I Get Along
8. So Hard
9. Rent
10. Jealousy
11. DJ Culture
12. You Only Tell Me You Love Me When You're Drunk
13. Liberation
14. Paninaro '95
15. Opportunities (Let's Make Lots of Money)
16. Yesterday, When I Was Mad
17. Single-Bilingual
18. Somewhere

### Mix (Disco 3 - Edizione limitata)
1. Can You Forgive Her? (Rollo Remix)
2. So Hard (David Morales Red Zone Mix)
3. What Have I Done to Deserve This? (Shep Pettibone Mix)
4. West End Girls (Sasha Mix)
5. Miserablism (Moby Electro Mix)
6. Before (Danny Tenaglia Classic Paradise Mix)
7. I Don't Know What You Want but I Can't Give It Any More (Peter Rauhofer New York Mix)
8. New York City Boy (Lange Mix)
9. Young Offender (Jam & Spoon Trip-O-Matic Fairy Tale Mix)
10. Love Comes Quickly (Blank & Jones Mix)

## Successo commerciale
Durante la prima settimana di vendite nel Regno Unito, PopArt si posizionò al 30º posto della Official Albums Chart; in seguito alla premiazione dei Pet Shop Boys ai BRIT Awards 2009, l'album rientrò in classifica nel 2009 alla posizione numero 19 per poi salire di un'altra posizione nella settimana successiva.
Globalmente PopArt vendette molto (oltre 1 milione di copie) e soddisfece ampiamente le aspettative (disco d'oro in madrepatria e in Norvegia si classificò alla posizione numero 2), tanto da meravigliare gli stessi Pet Shop Boys che pubblicarono un ringraziamento sul loro sito web. Per la pubblicazione ufficiale in Stati Uniti d'America, invece, si dovette attendere l'ottobre 2006 in quanto diverse etichette discografiche si contesero il diritto di pubblicare una raccolta antologica dei Pet Shop Boys. Sebbene PopArt non entrò nella classifica statunitense, sin dalla sua pubblicazione sono state vendute negli Stati Uniti oltre 100 000 copie. Il non-ingresso di PopArt in classifica viene colpevolizzato dal fatto che, come appena accennato, si dovette attendere tre anni e i fan già si erano procurati la compilation per via di importazione.

## Classifiche
| Classifica (2003-09)           | Posizione massima |
| ------------------------------ | ----------------- |
| Belgio (Fiandre)               | 89                |
| Belgio (Vallonia)              | 42                |
| Danimarca                      | 29                |
| Germania                       | 24                |
| Grecia                         | 10                |
| Norvegia                       | 2                 |
| Regno Unito                    | 18                |
| Spagna                         | 48                |
| Stati Uniti (dance/electronic) | 19                |
| Svezia                         | 20                |
| Svizzera                       | 99                |

## DVD
Con l'uscita del disco venne anche unita l'uscita del DVD, contenente tutti i videoclip dei singoli dei Pet Shop Boys in ordine cronologico (a differenza del disco che dispone i brani in ordine diverso).
Nel DVD vi sono inclusi anche i video di brani non inclusi nel disco, quali:
- Opportunities (Let's Make Lots of Money), la prima versione pubblicata nel 1985.
- Paninaro, video diretto dai Pet Shop Boys stessi e girato per la promozione del singolo omonimo, uscito solo in Italia.
- How Can You Expect to Be Taken Seriously?, non inclusa nel disco in quanto, nonostante doppio lato A, viene considerata un b-side nel Regno Unito.
- Was It Worth It?, che non appare nel disco in quanto fu un brano che non entrò nella Top20 inglese (pertanto non considerata una hit).
- London, brano uscito come singolo solo in Germania ma che riuscì a classificarsi anche in madrepatria.

Il DVD include anche i video promozionali in versione estesa di Domino Dancing, So Hard e Go West. L'unico brano che non compare né nel disco né nel DVD è Absolutely Fabulous, uscita nel 1994 che, nonostante fu una vera hit, viene considerato un singolo pubblicato per beneficenza.
I video dei singoli estratti da PopArt, ovvero Miracles e Flamboyant, non furono inclusi nel DVD in quanto non ancora pronti quando venne pubblicato il disco. Vennero pubblicati due anni dopo nel DVD-documentario A Life in Pop assieme ai video dei brani I'm with Stupid, Minimal e Numb (estratti dall'album Fundamental).
Il DVD include anche il commento audio aggiuntivo a cura di Neil Tennant, Chris Lowe e l'intervistatore Chris Heath. Anche il DVD vendette molto, tanto da ottenere il Disco d'Oro in madrepatria
1. "Opportunities (Let's Make Lots of Money)" (Versione originale)
2. "West End Girls"
3. "Love Comes Quickly"
4. "Opportunities (Let's Make Lots of Money)" (Seconda versione)
5. "Suburbia"
6. "Paninaro"
7. "It's a Sin"
8. "What Have I Done to Deserve This?"
9. "Rent"
10. "Always on My Mind"
11. "Heart"
12. "Domino Dancing"
13. "Left to My Own Devices"
14. "It's Alright"
15. "So Hard"
16. "Being Boring"
17. "How Can You Expect to Be Taken Seriously?"
18. "Where the Streets Have No Name (I Can't Take My Eyes Off You)"
19. "Jealousy"
20. "DJ Culture"
21. "Was It Worth It?"
22. "Can You Forgive Her?"
23. "Go West"
24. "I Wouldn't Normally Do This Kind of Thing"
25. "Liberation"
26. "Yesterday, When I Was Mad"
27. "Paninaro '95"
28. "Before"
29. "Se a vida é (That's the Way Life Is)"
30. "Single-Bilingual"
31. "A Red Letter Day"
32. "Somewhere"
33. "I Don't Know What You Want but I Can't Give It Any More"
34. "New York City Boy"
35. "You Only Tell Me You Love Me When You're Drunk"
36. "Home and Dry"
37. "I Get Along/E-mail"
38. "London"
39. "Domino Dancing" (Versione estesa)
40. "So Hard" (Versione estesa)
41. "Go West" (Versione estesa)